# 北保加利亞

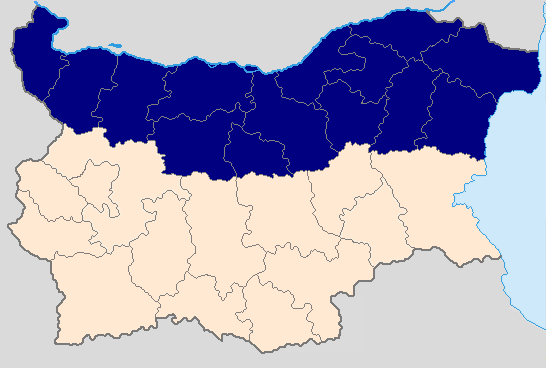
藍色地區是北保加利亞

北保加利亞（羅馬化：Severna Bylgarija）是指保加利亞的北半部國土，和南保加利亞以巴爾幹山脈為界。北保加利亞的面積有48,596平方公里。2011年時，有人口2,674,347人，佔保加利亞總人口的36%。北保加利亞包括以下14個州：舒門州、多布里奇州、加布羅沃州、洛維奇州、蒙塔納州、普列文州、拉茲格勒州、魯塞州、錫利斯特拉州、特爾戈維什特州、瓦爾納州、大特爾諾沃州、維丁州、弗拉察州。

## 參阅
- 南保加利亞